# Кранец первых выстрелов
Кранец первых выстрелов — шкаф (ящик), установленный на корабле близ орудия и предназначенный для хранения боезапаса, обеспечивающего стрельбу по внезапно обнаруженной цели (ранее — канатные круги или деревянные рамы для пушечных ядер).

## История
- 25-мм артиллерийская установка Mark 38 Mod. 2 со своим кранцем-шкафом;
- пусковая установка Mark 36 SRBOC со своим кранцем-шкафом;
- 12,7-мм пулемёт «Браунинг» M2HB со своим кранцем-ящиком (открыт).

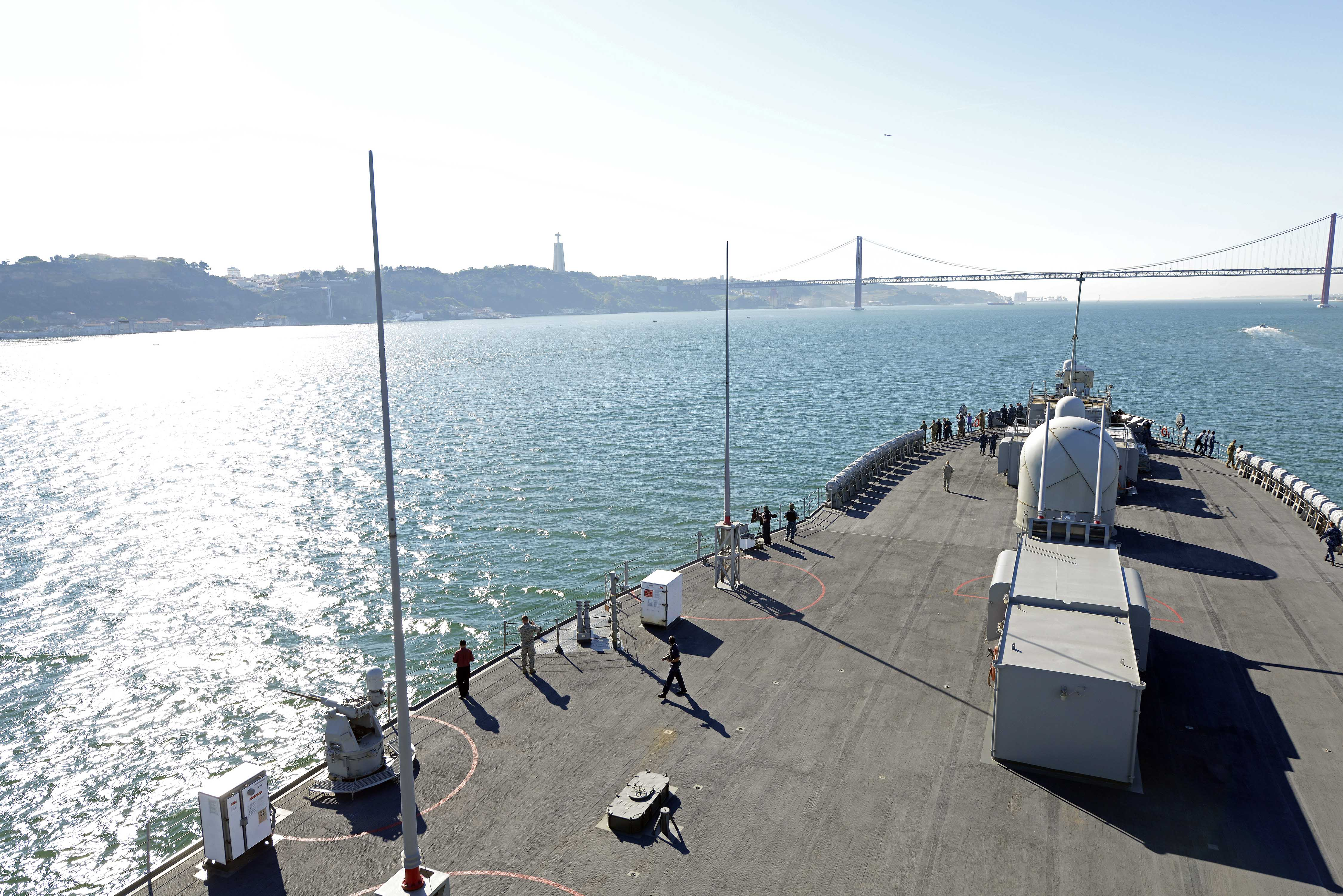
Носовая часть левого борта USS Mount Whitney и вооружение корабля с кранцами белого цвета (от ближнего к дальнему):
- 25-мм артиллерийская установка Mark 38 Mod. 2 со своим кранцем-шкафом;
- пусковая установка Mark 36 SRBOC со своим кранцем-шкафом;
- 12,7-мм пулемёт «Браунинг» M2HB со своим кранцем-ящиком (открыт).

В период парусного и гребного флотов, кранц или кра́нец — верёвочные круги или деревянные рамы (треугольные), в которые клались ядра на палубе, чтобы они не раскатывались, то есть место хранения снарядов и зарядов для первых выстрелов. Позже шкаф (ящик) с гнёздами для хранения артиллерийских выстрелов вблизи корабельного орудия для первых выстрелов из него. Герметичный металлический шкаф (ящик) размещается на палубе корабля вблизи орудия, в котором хранится некоторое количество снарядов с зарядами для первых выстрелов до подачи боеприпасов из погреба корабля при объявлении боевой тревоги. В зависимости от конструкции корабля кранцем могло быть помещение близ орудий для хранения снарядов.

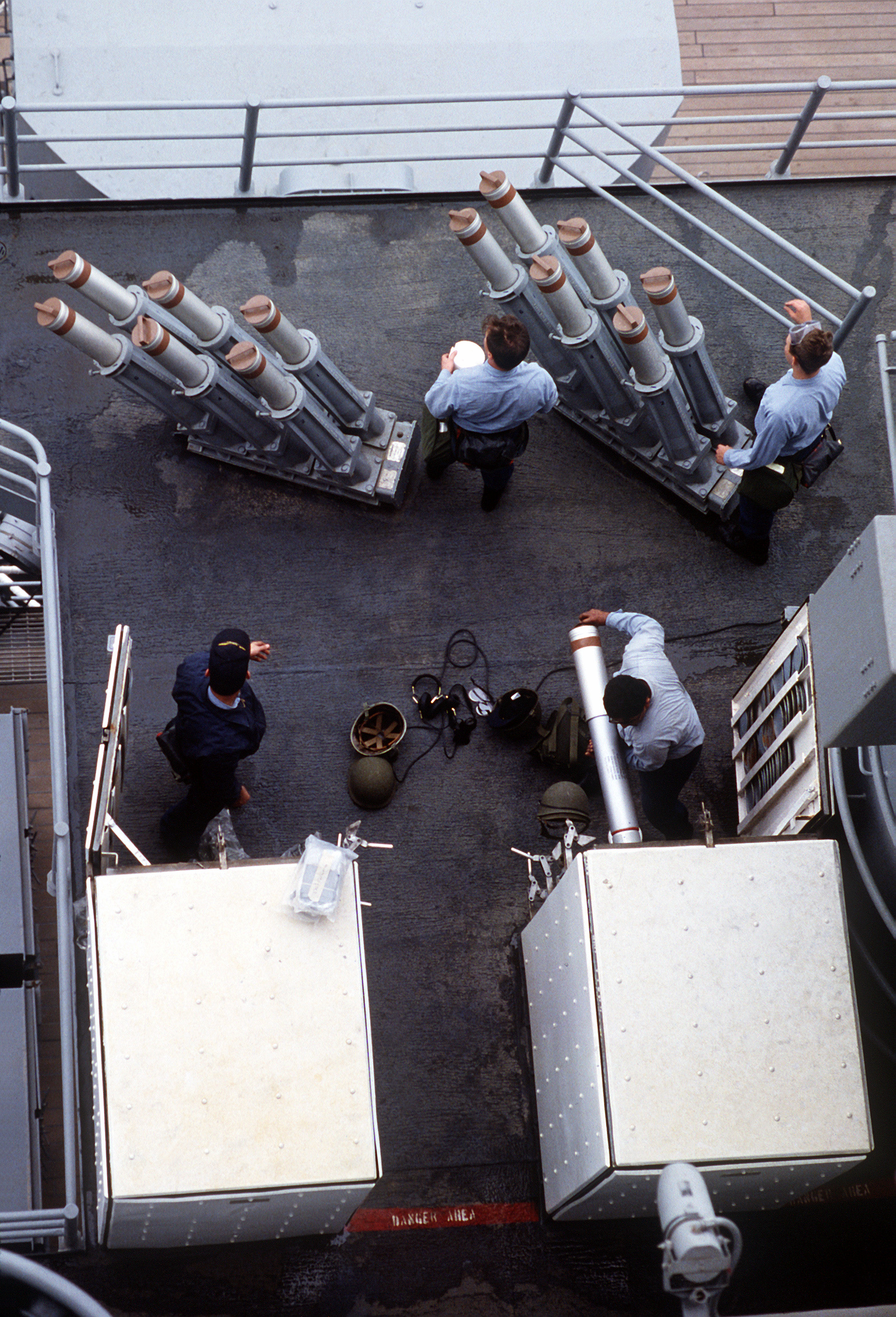
Зарядка пусковых установок Mark 36 SRBOC и пополнение боезапаса их кранцев на борту USS Wisconsin.